# Рабастенс (кантон)
Рабасте́нс (фр. и окс. Rabastens) — упразднённый кантон во Франции, находился в регионе Юг — Пиренеи, департамент Тарн. Входил в состав округа Альби.
Код INSEE кантона — 8125. Всего в кантон Рабастенс входили 6 коммун, из них главной коммуной являлась Рабастенс.
Кантон был упразднён в марте 2015 года.

## Население
Население кантона на 2009 год составляло 8815 человек.
| 1962 | 1968 | 1975 | 1982 | 1990 | 1999 | 2006 | 2009 |
| ---- | ---- | ---- | ---- | ---- | ---- | ---- | ---- |
| 6395 | 6700 | 6552 | 6488 | 6970 | 7491 | 8338 | 8815 |

## Коммуны кантона
| Коммуна   | Население, чел. (2010) | Код INSEE | Почтовый индекс |
| --------- | ---------------------- | --------- | --------------- |
| Гразак    | 504                    | 81106     | 81800           |
| Куфулё    | 2260                   | 81070     | 81800           |
| Лупьяк    | 396                    | 81149     | 81800           |
| Мезан     | 398                    | 81164     | 81800           |
| Рабастенс | 5051                   | 81220     | 81800           |
| Рокмор    | 386                    | 81228     | 81800           |